# Mysmena guianensis
Mysmena guianensis là một loài nhện trong họ Mysmenidae.
Loài này thuộc chi Mysmena. Mysmena guianensis được H. W. Levi miêu tả năm 1956.